# Ueda Glacier
Ueda Glacier är en glaciär i Antarktis. Den ligger i Västantarktis. Argentina, Chile och Storbritannien gör anspråk på området. Ueda Glacier ligger 182 meter över havet.
Terrängen runt Ueda Glacier är varierad. Trakten är obefolkad. Det finns inga samhällen i närheten.